# ロストガールズ (映画)
『ロストガールズ』（原題:Lost Girls）は2020年に配信されたアメリカ合衆国のミステリ映画である。監督はリズ・ガーバス、主演はエイミー・ライアンが務めた。本作はロバート・コルカーが2013年に上梓したロングアイランドの連続殺人鬼についてのノンフィクション『Lost Girls: An Unsolved American Mystery』を原作としている。

## 概略
2010年、24歳の女性、シャナン・ギルバートが行方不明になった。シャナンの母親、メアリーは直ちに警察に通報したが、電話手の反応が余りにも鈍かったため、警察署に乗り込むことにした。涙ながらの嘆願の結果、警察はようやく重い腰を上げたが、シャナンがCraigslistを介して売春を行っていた事実が判明した途端、警察はまともに捜査しなくなった。警察官たちにコールガールへの差別意識があったためである。業を煮やしたメアリーは自ら娘を捜索することにした。
シャナンの失踪から半年以上が経過した後、ロングアイランドでコールガール4人の白骨死体が発見された。これを受けて、ようやく警察は本気で捜査に取り組むようになったが、世間は事件を面白おかしく消費するばかりであった。メアリーはそんな状況に憤り、シャナンと他の被害者たちの尊厳を守るためにも、事件の真実を必ず解明するという決意を固めるのだった。

## キャスト
- エイミー・ライアン - メアリー・ギルバート（吹替：八十川真由野）

トーマシン・マッケンジー - シェリー・ギルバート（吹替：磯部莉菜子）
- ウーナ・ローレンス - サラ・ギルバート
- ガブリエル・バーン - リチャード・ドーマン（吹替：牛山茂）
- ローラ・カーク - キム（吹替：田村睦心）
- ミリアム・ショア - ロレイン
- リード・バーニー - ピーター・ハケット医師（吹替：金子由之）
- ケヴィン・コリガン - ジョー・スカリース
- ローザル・コロン - セレーナ・ガルシア
- ディーン・ウィンターズ - ディーン・ボスティック（吹替：志村知幸）
- サラ・ウィサー - シャナン・ギルバート
  - オースティン・ジョンソン - 子供時代のシャナン・ギルバート
- モリー・ブラウン - ミシー

## 製作
2016年3月9日、リズ・ガーバス監督に本作のオファーが出ており、アマゾン・スタジオズが本作の配給権を購入していたと報じられた。2017年2月3日、サラ・ポールソンの出演が決まった。2018年5月16日、ポールソンが降板することになり、代役としてエイミー・ライアンが起用されたとの報道があった。また、その際、Netflixがアマゾン・スタジオズから配給権を買い取ったとも報じられた。10月、トーマシン・マッケンジー、ガブリエル・バーン、ウーナ・ローレンス、ローラ・カーク、ミリアム・ショア、リード・バーニー、ローザル・コロン、ケヴィン・コリガン、ディーン・ウィンターズがキャスト入りした。

### 撮影・音楽
本作の主要撮影は2018年10月15日にニューヨークで始まり、同年11月27日に終了した。2019年3月4日、アン・ニキティンが本作で使用される楽曲を手掛けることになったと報じられた。

## 公開・マーケティング
2020年1月16日、本作のオフィシャル・トレイラーが公開された。28日、本作はサンダンス映画祭でプレミア上映された。

## 評価
本作は批評家から好意的に評価されている。映画批評集積サイトのRotten Tomatoesには27件のレビューがあり、批評家支持率は74%、平均点は10点満点で5.98点となっている。また、Metacriticには13件のレビューがあり、加重平均値は69/100となっている。

## その他
2016年7月23日、メアリーは三女のサラに刺殺されて亡くなった。サラは約2年半前から統合失調症を患っており、強い幻覚妄想症状を発症して暴力的になっていたという。

サラは第二級殺人と第四級武器所持で起訴、2017年8月に懲役25年の刑を宣告され、ベッドフォードヒルズ女性矯正施設に収監される。
次女のシェリーは、シャナンへの正義を求め、現在もなお戦い続けている。